# Charles Martin Hall
Charles Martin Hall (6 tháng 12 năm 1863 - 27 tháng 12 năm 1914) là một nhà phát minh, nhà kinh doanh và nhà chế tạo người Mỹ. Ông nổi tiếng với phát minh của mình vào năm 1886 về phương pháp không tốn kém để sản xuất nhôm, trở thành kim loại đầu tiên đạt được mục đích sử dụng rộng rãi kể từ khi phát hiện ra tiền sử của sắt. Ông là một trong những người sáng lập của ALCOA. [1] [2] Alfred E. Hunt, cùng với Charles Hall và một nhóm gồm năm người khác bao gồm đối tác của ông tại Phòng thí nghiệm Thử nghiệm Pittsburgh, George Hubbard Clapp, nhà khoa học chính của ông, W.S. Mẫu Howard Lash, người đứng đầu Công ty Thép Carbon, Millard Hunsiker, Giám đốc Bán hàng cho Công ty Thép Carbon, và Robert Scott, giám đốc nhà máy của Công ty Thép Carnegie, Hunt đã gây quỹ 20.000 đô la để khởi động Công ty Giảm Pittsburgh, sau này đổi tên thành Aluminum Công ty của Mỹ và rút ngắn xuống Alcoa.

## Tiểu sử
Charles Martin Hall sinh ra tại Herman Bassett Hall và Sophronia H. Brooks vào ngày 6 tháng 12 năm 1863 tại Thompson, Ohio. Charles của cha Herman tốt nghiệp Oberlin College năm 1847, và nghiên cứu trong ba năm tại Oberlin Theological Seminary, nơi ông đã gặp người vợ tương lai Sophronia Brooks. Họ lập gia đình năm 1849, và mười năm tiếp theo được dành cho công việc truyền giáo tại Jamaica, nơi năm trong số tám đứa con đầu tiên được sinh ra. Họ trở lại Ohio vào năm 1860, khi sự bùng nổ của Nội chiến buộc phải đóng cửa các cơ quan ngoại giao. Charles Hall có hai anh em và năm chị em gái; Một người anh trai qua đời. Một trong những chị em của ông là nhà hóa học Julia Brainerd Hall (1859-1925), người đã giúp ông trong nghiên cứu của mình.
Hall bắt đầu học ở nhà, và được mẹ dạy đọc sớm. Năm sáu tuổi, ông đã sử dụng quyển sách hóa học của đại học năm 1840 của cha mình như một người đọc. Ở tuổi 8, ông bước vào trường công và tiến triển nhanh chóng.
Gia đình ông chuyển đến Oberlin, Ohio vào năm 1873. Ông đã trải qua ba năm tại Trường Trung học Oberlin (Ohio), và một năm tại Học viện Oberlin để chuẩn bị cho đại học. Trong thời gian này ông đã chứng minh khả năng của mình cho hóa học và sáng chế, thực hiện các thí nghiệm trong nhà bếp và woodshed gắn liền với nhà của ông. Năm 1880, khi 16 tuổi, ông theo học tại trường Cao đẳng Oberlin.
Trong nhiệm kỳ thứ hai của mình, Hall đã tham dự, với sự quan tâm đáng kể, Oberlin Giáo sư Frank Fanning Jewett của bài giảng về nhôm; Chính tại đây Jewett đã trưng bày mẫu nhôm mà anh ta thu được từ Friedrich Wöhler ở Göttingen và nhận xét: "Nếu ai đó sáng tạo ra một quy trình sản xuất nhôm có quy mô thương mại, không chỉ ông ta sẽ là một nhà hảo tâm cho thế giới, Nhưng cũng có thể đặt cho mình một tài sản lớn. "